# Sophie Okonedo
Sophie Okonedo (Londra, 11 agosto 1968) è un'attrice britannica.
Tra i suoi ruoli più importanti figura la sua interpretazione nel film Hotel Rwanda, che le è valso una candidatura per l'Oscar alla miglior attrice non protagonista.

## Biografia
Nata da madre inglese ebrea, insegnante di pilates e da padre di origine nigeriana dipendente del governo, fu cresciuta dalla madre in condizioni di indigenza economica dopo che il padre aveva lasciato la famiglia, pochi anni dopo la nascita di Sophie. Laureatasi all'Università di Cambridge, si è formata come attrice alla Royal Academy of Dramatic Art di Londra. In seguito ha avuto dei ruoli in vari lavori cinematografici (tra i quali Ace Ventura: Missione Africa, nel 1995), televisivi, radiofonici e teatrali.
È divenuta nota nel 2004 per aver ottenuto una candidatura al premio Oscar come miglior attrice non protagonista per la sua interpretazione del personaggio di Tatiana Rusesabagina, moglie dell'albergatore Paul Rusesabagina nel film Hotel Rwanda. Nel 2005 partecipa al film Æon Flux - Il futuro ha inizio, al fianco di Charlize Theron. Nel 2006 è protagonista della miniserie TV Tsunami, basato sulla catastrofe che ha colpito l'Indonesia nel 2004. Questa è la prova definitiva che la porta a esser candidata al Golden Globe e che la consacra alla critica e al pubblico. Nel 2007 recita in Martian Child - Un bambino da amare di Menno Meyjes, mentre nel 2008 fa parte del ricco cast de La vita segreta delle api.
Dal 2021 al 2025 ha interpretato Siuan Sanche nella serie di Amazon MGM Studios La Ruota del Tempo. Nel 2024 è stata candidata al Laurence Olivier Award alla miglior attrice per la sua interpretazione di Medea nell'omonima opera al @sohoplace.

## Filmografia parziale

### Cinema
- Young Soul Rebels, regia di Isaac Julien (1991)
- Ace Ventura - Missione Africa (Ace Ventura: When Nature Calls), regia di Steve Oedekerk (1995)
- The Jackal, regia di Michael Caton-Jones (1997)
- L'amore dell'anno (This Year's Love), regia di David Kane (1999)
- Piccoli affari sporchi (Dirty Pretty Things), regia di Stephen Frears (2002)
- Hotel Rwanda, regia di Terry George (2004)
- Æon Flux - Il futuro ha inizio (Æon Flux), regia di Karyn Kusama (2005)
- Alex Rider: Stormbreaker (Stormbreaker), regia di Geoffrey Sax (2006)
- Scenes of a Sexual Nature, regia di Ed Blum (2006)
- Martian Child - Un bambino da amare (Martian Child), regia di Menno Meyjes (2007)
- La vita segreta delle api (The Secret Life of Bees), regia di Gina Prince-Bythewood (2008)
- Skin, regia di Anthony Fabian (2008)
- After Earth, regia di M. Night Shyamalan (2013)
- War Book, regia di Tom Harper (2014)
- Ritorno al Bosco dei 100 Acri (Christopher Robin), regia di Marc Forster (2018) – voce
- A proposito di Rose (Wild Rose), regia di Tom Harper (2018)
- Hellboy, regia di Neil Marshall (2019)
- Charlotte, regia di Tahir Rana e Éric Warin (2021) – voce
- Assassinio sul Nilo (Death on the Nile), regia di Kenneth Branagh (2022)
- Catherine (Catherine Called Birdy), regia di Lena Dunham (2022)
- Raymond & Ray, regia di Rodrigo García (2022)
- Heart of Stone, regia di Tom Harper (2023)
- Janet Planet, regia di Annie Baker (2023)

### Televisione
- The Governor – serie TV, 6 episodi (1995)
- Staying Alive – serie TV, 12 episodi (1996-1997)
- In Defence, regia di Roy Battersby e Simon Massey – miniserie TV (2000)
- Clocking Off – serie TV, 5 episodi (2002)
- Tsunami (Tsunami: The Aftermath), regia di Bharat Nalluri – miniserie TV (2006)
- Oliver Twist, regia di Coky Giedroyć – miniserie TV (2007)
- Racism: A History, regia di Paul Tickell – miniserie TV documentario (2007) – voce
- Father & Son, regia di Brian Kirk – miniserie TV (2009)
- Criminal Justice – serie TV, 5 episodi (2009)
- Mrs. Mandela, regia di Michael Samuels – film TV (2010)
- Doctor Who – serie TV, episodi 5x02-5x12 (2010)
- The Slap, regia di Jessica Hobbs, Matthew Saville, Robert Connolly e Tony Ayres – miniserie TV, 8 puntate (2011)
- Mayday, regia di Brian Welsh – miniserie TV (2013)
- The Escape Artist, regia di Brian Welsh – miniserie TV (2013)
- The Slap, regia di Lisa Cholodenko, Ken Olin e Michael Morris – miniserie TV, 8 puntate (2015)
- Undercover, regia di James Hawes e Jim O'Hanlon – miniserie TV (2016)
- The Hollow Crown: The Wars of the Roses, regia di Dominic Cooke – miniserie TV (2016)
- Wanderlust – serie TV, 4 episodi (2018)
- Flack – serie TV, 11 episodi (2019-2020)
- Chimerica – serie TV, 4 episodi (2019)
- Ratched – serie TV, episodi 1x05-1x07-1x08 (2020)
- Criminal: Regno Unito – serie TV, episodio 2x01 (2020)
- His Dark Materials - Queste oscure materie (His Dark Materials) – serie TV, 4 episodi (2020) – voce
- Modern Love – serie TV, episodio 2x08 (2021)
- Britannia – serie TV, 8 episodi (2021)
- La Ruota del Tempo (The Wheel of Time) – serie TV, 7 episodi (2021-2025)
- Slow Horses – serie TV, 7 episodi (2022-2023)

## Teatrografia parziale
- A Jovial Crew di Richard Brome, regia di Max Stafford-Clark. Swann Theatre di Stratford-upon-Avon (1992)
- Odissea di Derek Walcott, regia di Gregory Doran. The Other Place di Stratford-upon-Avon (1992)
- Tamerlano il Grande di Christopher Marlowe, regia di Terry Hands. Swann Theatre di Stratford-upon-Avon (1992)
- The Changeling di Thomas Middleton e William Rowley. Swann Theatre di Stratford-upon-Avon (1992) e Newcastle Playhouse di Newcastle upon Tyne (1993)
- A Jovial Crew di Richard Brome, regia di Max Stafford-Clark. Newcastle Playhouse di Newcastle upon Tyne e The Pit di Londra (1993)
- 900 Oneonta scritto e diretto da David Beaird. Old Vic di Londra (1993)
- Troilo e Cressida di William Shakespeare, regia di Trevor Nunn. Royal National Theatre di Londra (1999)
- Soldi di Edward Bulwer-Lytton, regia di John Caird. National Theatre di Londra (1999)
- Haunted Child di Joe Penhall, regia di Jeremy Herrin. Royal Court Theatre di Londra (2011)
- A Raisin in the Sun di Lorraine Hansberry, regia di Kenny Leon. Ethel Barrymore Theatre di Broadway (2014)
- Il crogiuolo di Arthur Miller, regia di Ivo van Hove. Walter Kerr Theatre di Broadway (2016)
- La capra o chi è Sylvia? di Edward Albee, regia di Ian Rickson. Haymarket Theatre di Londra (2017)
- Antonio e Cleopatra di William Shakespeare, regia di Simon Godwin. National Theatre di Londra (2018)
- Medea di Euripide, regia di Dominic Cooke. @sohoplace di Londra (2023)

## Riconoscimenti
- Premi Oscar
  - 2005 – Candidatura alla miglior attrice non protagonista per Hotel Rwanda
- Golden Globe
  - 2007 – Candidatura alla miglior attrice in una mini-serie o film per la televisione per Tsunami
- Premio Emmy
  - 2021 – Candidatura alla miglior guest star in una serie drammatica per Ratched
- Premio Laurence Olivier
  - 2019 – Candidatura alla miglior attrice per Antonio e Cleopatra
  - 2024 – Candidatura alla miglior attrice per Medea
- Screen Actors Guild Award
  - 2005 – Candidatura alla miglior attrice non protagonista per Hotel Rwanda
- Tony Award
  - 2014 – Miglior attrice non protagonista in un'opera teatrale per A Raisin in the Sun
  - 2016 – Candidatura alla miglior attrice protagonista in un'opera teatrale per Il crogiuolo

## Doppiatrici italiane
Nelle versioni in italiano delle opere in cui ha recitato, Sophie Okonedo è stata doppiata da:
- Alessandra Cassioli in Hotel Rwanda, Æon Flux - Il futuro ha inizio, La vita segreta delle api, A proposito di Rose, Catherine
- Laura Romano in After Earth, La Ruota del Tempo, Heart of Stone
- Alessandra Korompay in Alex Rider: Stormbreaker, Hellboy
- Laura Boccanera in Ace Ventura - Missione Africa
- Antonella Alessandro in The Jackal
- Patrizia Burul in Piccoli affari sporchi
- Eleonora De Angelis in Tsunami
- Benedetta Ponticelli in Britannia
- Emanuela Rossi in Assassinio sul Nilo

Da doppiatrice è sostituita da:
- Aurora Cancian in Ritorno al Bosco dei 100 Acri (Kanga, dialoghi)
- Gabriella Scalise in Ritorno al Bosco dei 100 Acri (Kanga, canto)
- Angela Brusa in His Dark Materials - Queste oscure materie